# Ryuichi Kiyonari
Ryuichi Kiyonari (Kawagoe, 23 de septiembre de 1982) es un piloto japonés de motociclismo, que compitió en diferentes modalidades y vencedor del Campeonato Británico de Superbikes en 2006, 2007 y 2010.

## Carrera
Su primer resultado importante fue la victoria del título nacional japonés de velocidad en la categoría de Superstock 600 de 2002, mientras que su debut en el Campeonato del Mundo de Motociclismo  en la categoría de MotoGP el 25 de mayo de 2003 en el Gran Premio de Francia en el circuito Bugatti de Le Mans, con la Honda RC211V del equipo Telefónica MoviStar Honda. Sin embargo, este evento está estrechamente relacionado con un hecho desagradable, de hecho Kiyonari reemplazó a Daijirō Katō, quien murió el 20 de abril de 2003 de una conmoción cerebral después de un accidente que ocurrió en la tercera vuelta del Gran Premio de Japón en el Circuito de Suzuka para la primera prueba del Campeonato del Mundo de MotoGP.
Desde el GP debut hasta final de temporada participó en los 13 Grandes Premios programados en el calendario, anotando 22 puntos, acabando en la vigésima posición de la clasificación general del Campeonato del mundo con dos undécimos puestos obtenido en dos ocasionesː Gran Premio de Cataluña y en el Gran Premio de Pacífico en el Circuito Motegi. En 2004 Honda decidió no renovarlo y dejarle correr en el Campeonato Británico de Superbikes, donde en su debut con la CBR 1000 RR terminó sexto en la clasificación general con 234 puntos y 2 victorias, ambos en el circuito de Donington Park, con motivo de la última ronda del campeonato.
En 2005 gana cuatro victorias 4 carreras en las primeras 2 rondas del campeonato, pero se lesionó el tobillo en el circuito de Mallory Park durante las 3 mangas, perdiéndose tres carreras. Regresó em la novena carrera logrando terminar segundo en el campeonato, luego de una recuperación en la que, gracias a diez victorias, logró adelantar a su compañero de equipo Michael Rutter, que terminó tercero, pero no al español Gregorio Lavilla, que con una Ducati 999 F04 se alzó con el campeonato británico de la categoría. En 2006 y 2007 ganó el título británico en dos años consecutivos.

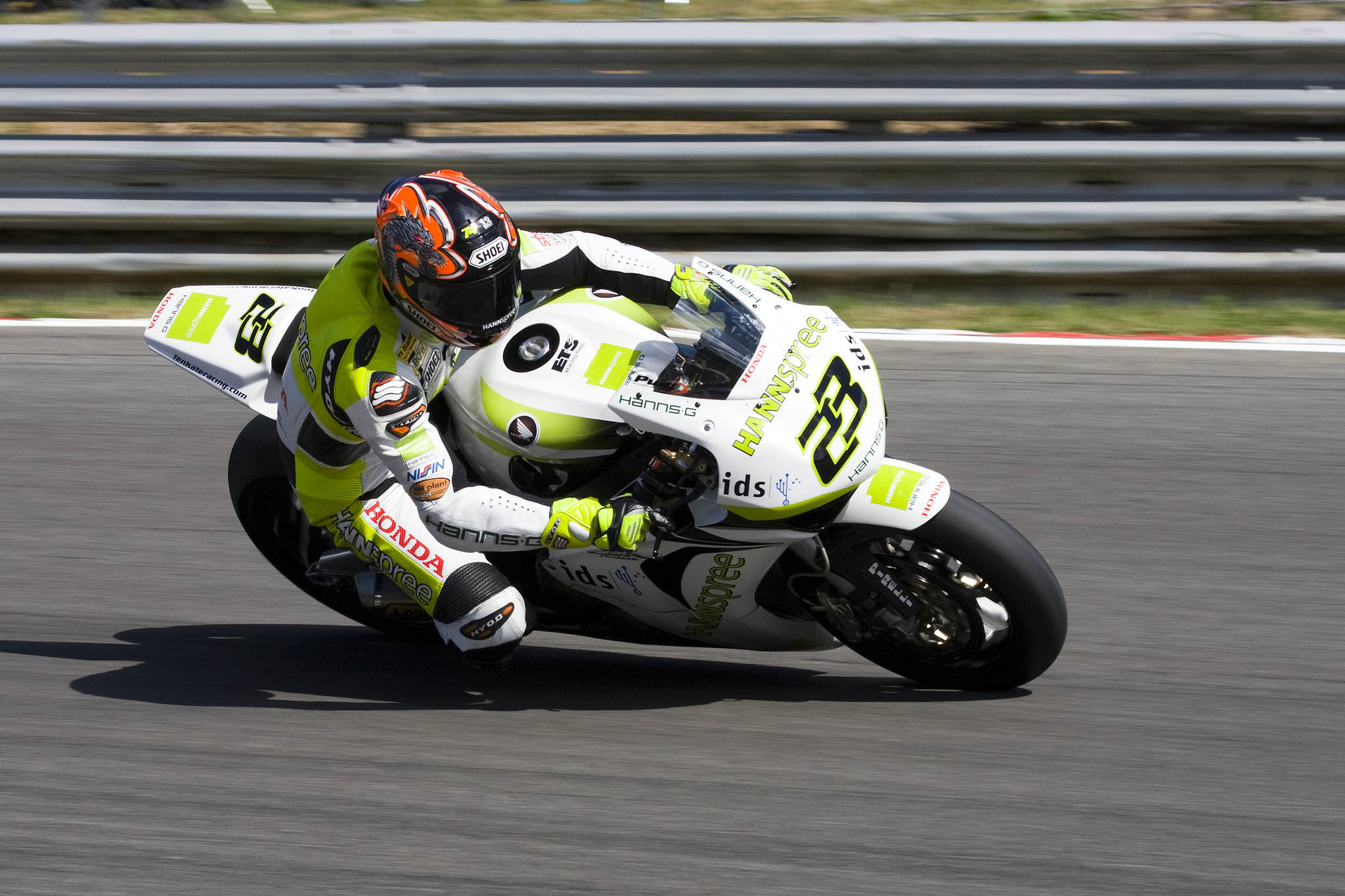

 en el Campeonato Mundial de Superbikes de 2008, Kiyonari toma el mando de la moto de la Honda CBR1000RR del equipo Ten Kate para sustituir al campeón de 2007, James Toseland. Esa temporada consigue tres victorias y cuatro podios.
En 2009 la Honda lo confirma con la misma moto, tomando el número 9 en lugar del 23. Como la mayoría de los pilotos profesionales japoneses, participó en las 8 Horas de Suzuka, una carrera válida para el Campeonato Mundial de Resistencia.
El 31 de julio de 2005, junto con Tōru Ukawa, ganó la competencia montando la Honda CBR1000RRW del equipo Seven Star, haciendo 204 vueltas al circuito japonés, por delante de la otra pareja del equipo Seven Star Honda compuesto por Chris Vermeulen y Katsuaki Fujiwara, separándolo por 3 vueltas. En 2006, de nuevo con el equipo Seven Star Honda pero esta vez emparejado con Makoto Tamada, terminó en quinta posición después de cubrir 213 vueltas del circuito en 8:04'02.272, marcando una vuelta detrás de la pareja ganadora, compuesta por el dúo japonés Takeshi Tsujimura - Shin'ichi Itō también en Honda pero del  F.C.C.TSR ZIP-FM Racing. En 2007 se asoció con James Toseland para representar a la Honda Racing Corporation oficial|. HRC]], pero después de una hora de competición se retiran. En el mismo año participó, junot a Jonathan Rea, en los 300 km de Suzuka, obteniendo la victoria final. En 2019, después de diez años, vuelve al Mundial de Superbike como piloto regular. De hecho, junto con Leon Camier, conduce la Honda CBR1000RR de la recién formada Moriwaki  Althea. Cierra la temporada en el decimonoveno puesto de la clasificación general con 24 puntos.

## Resultados

### Campeonato del Mundo de Motociclismo

#### Carreras Por Año
(Carreras en negrita indica pole position, carreras en cursiva indica vuelta rápida)
| Año  | Clase  | Moto      | 1   | 2   | 3   | 4      | 5      | 6      | 7      | 8      | 9      | 10     | 11      | 12     | 13     | 14     | 15     | 16     | 17     | Pts. | Pos. |
| ---- | ------ | --------- | --- | --- | --- | ------ | ------ | ------ | ------ | ------ | ------ | ------ | ------- | ------ | ------ | ------ | ------ | ------ | ------ | ---- | ---- |
| 2003 | MotoGP | Honda     | JAP | RSA | SPA | FRA 13 | ITA 13 | CAT 11 | NED 17 | GBR 14 | ALE 18 | CZE 15 | POR 16  | RIO 15 | PAC 11 | MAL 21 | AUS 19 | VAL 14 |        | 22   | 20º  |
| 2005 | MotoGP | Proton KR | ESP | POR | CHN | FRA    | ITA    | CAT    | NED    | USA    | GBR    | ALE    | CZE Ret | JAP    | MAL    | QAT    | AUS    | TUR    | VAL 12 | 4    | 25º  |

### Campeonato Mundial de Superbikes

#### Carreras por Año
(Carreras en negrita indica pole position, carreras en cursiva indica vuelta rápida)
| Año  | Moto  | 1       | 1      | 2     | 2     | 3       | 3     | 4      | 4       | 5     | 5     | 6      | 6      | 7      | 7      | 8       | 8      | 9      | 9     | 10     | 10     | 11      | 11    | 12      | 12     | 13      | 13      | 14      | 14      | Pos. | Pts. |
| Año  | Moto  | R1      | R2     | R1    | R2    | R1      | R2    | R1     | R2      | R1    | R2    | R1     | R2     | R1     | R2     | R1      | R2     | R1     | R2    | R1     | R2     | R1      | R2    | R1      | R2     | R1      | R2      | R1      | R2      | Pos. | Pts. |
| ---- | ----- | ------- | ------ | ----- | ----- | ------- | ----- | ------ | ------- | ----- | ----- | ------ | ------ | ------ | ------ | ------- | ------ | ------ | ----- | ------ | ------ | ------- | ----- | ------- | ------ | ------- | ------- | ------- | ------- | ---- | ---- |
| 2008 | Honda | QAT 22  | QAT 19 | AUS 9 | AUS 6 | SPA Ret | SPA 4 | NED 7  | NED Ret | ITA 6 | ITA 3 | USA 10 | USA 7  | GER 12 | GER 11 | SMR 14  | SMR 13 | CZE 5  | CZE 6 | GBR 1  | GBR 1  | EUR Ret | EUR 1 | ITA Ret | ITA 13 | FRA     | FRA     | POR 8   | POR 11  | 9º   | 206  |
| 2009 | Honda | AUS Ret | AUS 23 | QAT 8 | QAT 4 | SPA 12  | SPA 9 | NED 15 | NED Ret | ITA 3 | ITA 3 | RSA 12 | RSA 13 | USA 4  | USA 5  | SMR Ret | SMR 14 | GBR 10 | GBR 7 | CZE 13 | CZE 13 | GER 14  | GER 7 | ITA 5   | ITA 17 | FRA Ret | FRA DNS | POR DNS | POR DNS | 11º  | 141  |
| 2010 | Honda | AUS     | AUS    | POR   | POR   | SPA     | SPA   | NED    | NED     | ITA   | ITA   | RSA    | RSA    | USA    | USA    | SMR     | SMR    | CZE    | CZE   | GBR 21 | GBR 16 | GER     | GER   | ITA     | ITA    | FRA     | FRA     |         |         | NC   | 0    |